# Los Angeles Lakers 1987-1988
La stagione 1987-88 dei Los Angeles Lakers fu la 39ª nella NBA per la franchigia.
I Los Angeles Lakers vinsero la Pacific Division della Western Conference con un record di 62-20. Nei play-off vinsero il primo turno con i San Antonio Spurs (3-0), la semifinale di conference con gli Utah Jazz (4-3), la finale di conference con i Dallas Mavericks (4-3), vincendo poi il titolo battendo nella finale NBA i Detroit Pistons (4-3).

## Roster
| N° | Naz.                   | Ruolo | Sportivo            | Anno | Alt. | Peso |
| -- | ---------------------- | ----- | ------------------- | ---- | ---- | ---- |
| 1  | Stati Uniti (bandiera) | G     | Wes Matthews        | 1959 | 185  | 77   |
| 3  | Stati Uniti (bandiera) | GA    | Jeff Lamp           | 1959 | 198  | 88   |
| 4  | Stati Uniti (bandiera) | G     | Byron Scott         | 1961 | 191  | 88   |
| 19 | Stati Uniti (bandiera) | GA    | Tony Campbell       | 1962 | 201  | 98   |
| 20 | Stati Uniti (bandiera) | G     | Milt Wagner         | 1963 | 196  | 84   |
| 21 | Stati Uniti (bandiera) | GA    | Michael Cooper      | 1956 | 196  | 77   |
| 31 | Stati Uniti (bandiera) | A     | Kurt Rambis         | 1958 | 203  | 97   |
| 32 | Stati Uniti (bandiera) | GA    | Magic Johnson       | 1959 | 203  | 98   |
| 33 | Stati Uniti (bandiera) | C     | Kareem Abdul-Jabbar | 1947 | 218  | 102  |
| 34 | Stati Uniti (bandiera) | A     | Ray Tolbert         | 1958 | 206  | 102  |
| 42 | Stati Uniti (bandiera) | AC    | James Worthy        | 1961 | 206  | 102  |
| 43 | Bahamas (bandiera)     | AC    | Mychal Thompson     | 1955 | 208  | 103  |
| 45 | Stati Uniti (bandiera) | AC    | A.C. Green          | 1963 | 206  | 100  |
| 52 | Canada (bandiera)      | C     | Mike Smrek          | 1962 | 213  | 113  |
| 55 | Stati Uniti (bandiera) | A     | Billy Thompson      | 1963 | 201  | 88   |

## Staff tecnico
- Allenatore: Pat Riley
- Vice-allenatori: Bill Bertka, Randy Pfund
- Preparatore atletico: Gary Vitti